# Kmetijske in rokodelske novice
Kmetijske in rokodelske novice so bile slovenski časnik, ki je izhajal med letoma 1843 in 1902. Do leta 1852 so izhajale kot tednik; v obdobju 1852-57 dvakrat tedensko in nato spet kot tednik. Od začetka izhajanja vse do smrti leta 1881 jih je urejal dr. Janez Bleiweis. Kasneje se je časopis preimenoval v Novice - gospodarske, kmetijske in narodne.
Novice so bile najprej namenjene v pomoč kmetom in obrtnikom, vendarle so kmalu našle pot tudi do leposlovja, politike, kulture in dopisov iz raznih krajev. Kritično so poročale o napredku v svetu in objavljale tudi poučne prispevke za preprostega človeka. Kmetom so nudile strokovno pomoč v slovenskem jeziku, ker pa je bilo kmečko prebivalstvo slabo pismeno, so jim vsebino novic večinoma posredovali duhovniki, ki so bili na začetku tudi najštevilčnejši naročniki. Ne glede na to pa so bile namenjene kar najširšemu krogu slovenske javnosti. Poleg Bleiweisa, ki je pisal kmetijske nasvete, je prispevke pisal Matija Majar z opisi šeg in navad ter Matija Vertovec s spisi o vinogradništvu idr. V Novicah je izšlo nekaj potopisnih člankov in besedil o drugih narodih (rubrika Novičar iz slovanskih krajev). 
V kulturnem smislu so Kmetijske in rokodelske novice naredile ogromno. Gre za utrditev enotnega slovenskega knjižnega jezika, splošni sprejem gajice in nasploh vsestranski kulturni razvoj slovenskega naroda. Uvedba gajice je omogočala kulturno zbliževanje s Hrvati, Čehi in Slovaki, kar se je poznalo tudi v literarnem svetu. France Prešeren je bil sprva do časopisa zadržan, saj ni bil povabljen k sodelovanju. Kasneje je z Bleiweisom dobro sodeloval. Ta mu je v Novicah leta 1844 v šestih zaporednih delih na naslovnici objavil cel Krst pri Savici, 6. aprila 1848, takoj po marčni revoluciji pa še prvič Zdravljico. Nekateri drugi sodelavci Novic so bili Fran Levstik, Janez Trdina, Simon Jenko, Matija Valjavec in Josip Jurčič.
S prihodom Slovenskega naroda (1868) in Slovenca (1873) so začele izgubljati vodilno vlogo časopisa.